# 近藤儀智
近藤 儀智（こんどう よしとも、寛政11年5月11日（1799年6月14日） - 天保5年9月14日（1834年10月16日））は、鳥羽藩の藩士。教育者・思想家の近藤真琴の父である。

## 年譜
| 寛政11年（1799年）5月11日 | 遠藤市郎左衛門儀一の四男として鳥羽で誕生。         |
| 文化13年（1816年）        | 近藤平八鉚弥の養子になり、近藤家を継ぐ。           |
| 文政4年（1821年）         | 江戸定府となり麹町の鳥羽藩上屋敷内の長屋に住まう。 |
| 文政5年（1822年）         | 20歳になる誠子と結婚。                             |
| 文政6年（1823年）         | 長男正吉をもうける。                               |
| 文政9年（1826年）         | 正吉が4歳で没する。                                |
| 文政12年（1829年）        | 吟味役本勤にまで出世し、6石3人扶持となる。         |
| 天保2年（1831年）9月24日  | 33歳の時、次男鉚之助(のちの近藤真琴)をもうける。   |
| 天保5年（1834年）9月14日  | 死去、享年36。                                     |

## 家系・経歴
儀智の仕えた稲垣氏はもともと下野国烏山藩主であったが、享保10年（1725年）10月に志摩国2万石と伊勢国の一部1万石を合わせた鳥羽藩に転封させられた大名家である。だが、儀智の実家・遠藤氏は稲垣氏が転封させられる以前より稲垣氏の家臣であった。儀智の実父の遠藤市郎左衛門儀一は郷手代で五石二人扶持であった。遠藤市郎左衛門儀一の父である遠藤市郎左衛門勝元は伊勢国津藩士・柳生又三郎の次男であったのだが、遠藤氏を相続した。そのため儀智は、血縁上では柳生氏の流れを組むもので、柳生宗矩の末裔であることになる。
儀智は文化13年（1816年）に子がないまま病没した近藤平八鉚弥の介抱人となり、鉚弥が没したのち、近藤家の養子となり近藤家を継いだ。

## 家族
- 実父：遠藤市郎左衛門儀一
- 養父：近藤平八鉚弥
- 実母：誠子
- 息子：正吉、近藤真琴